# Hipgnosis

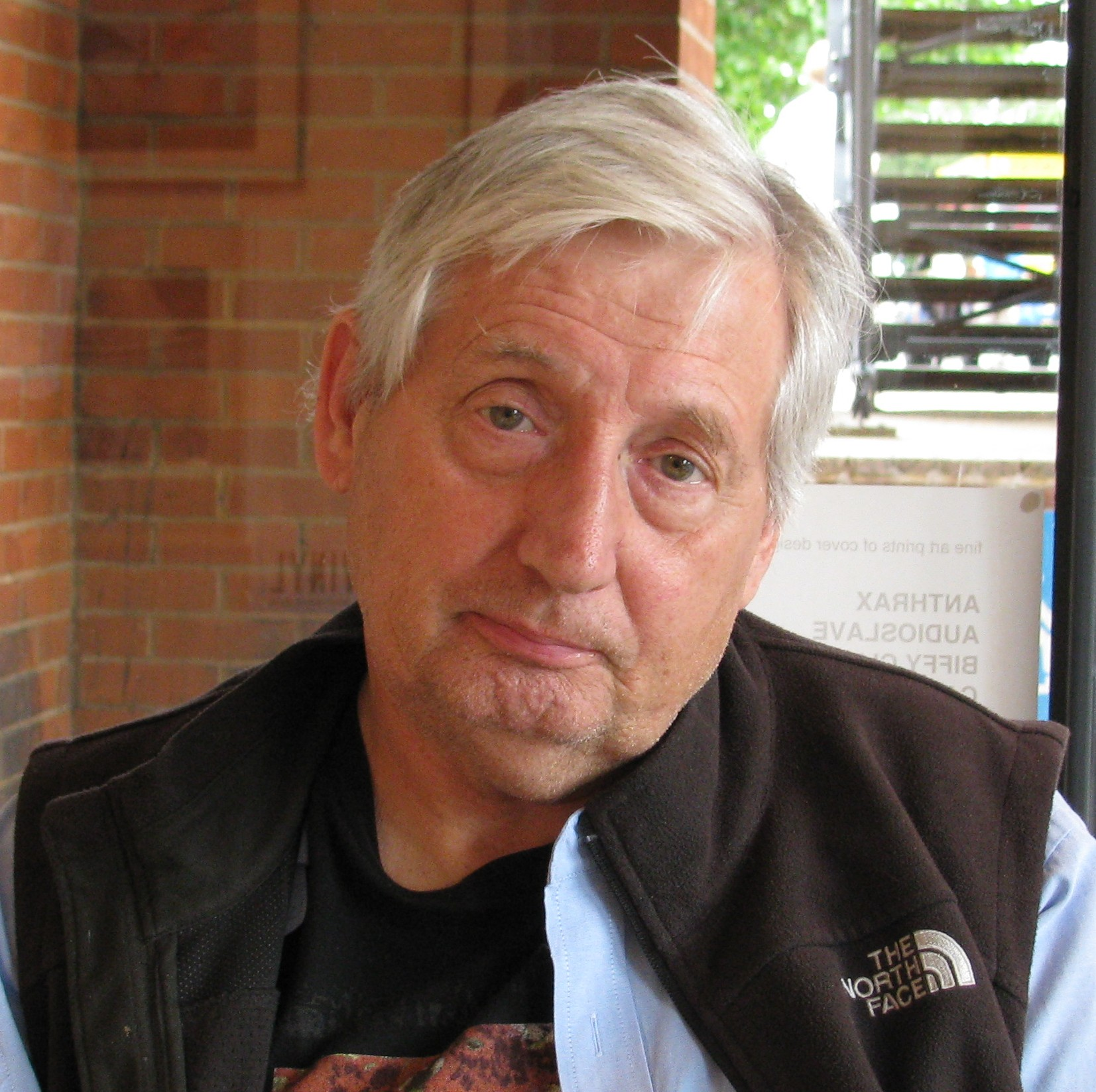
O designer gráfico Storm Thorgerson, na galeria gallery@oxo na Oxo Tower em Londres, em julho de 2010, que ele levou para uma exposição de uma semana de grandes impressões de edição limitada de suas obras.

Hipgnosis foi um grupo britânico de design gráfico artístico especializado em criar arte de capa para álbuns de músicos e bandas de rock, sendo mais notável os seus trabalhos para o Pink Floyd, Wishbone Ash, UFO, 10cc, Bad Company, Led Zeppelin, Yes,  The Alan Parsons Project e Genesis. A Hipgnosis consistia basicamente de Storm Thorgerson, Aubrey Powell, e, mais tade, Peter Christopherson. O grupo separou-se em 1983, e Thorgerson continuou a trabalhar com design para álbuns até sua morte em 18 de abril de 2013, vítima de câncer, e Powell trabalha com vídeo, mais notavelmente com o The Who.

## Discografia
| Ano  | Artista                        | Álbum                                                     |
| ---- | ------------------------------ | --------------------------------------------------------- |
| 1968 | Pink Floyd                     | A Saucerful of Secrets                                    |
| 1968 | Alexis Korner                  | A New Generation of Blues                                 |
| 1968 | The Gods                       | Genesis                                                   |
| 1968 | Pepe Jaramillo                 | Till There Was You                                        |
| 1969 | Pink Floyd                     | More                                                      |
| 1969 | The Gods                       | To Samuel a Son                                           |
| 1969 | Pink Floyd                     | Ummagumma                                                 |
| 1969 | Panama Limited Jug Band        | Panama Limited Jug Band                                   |
| 1970 | The Greatest Show on Earth     | Horizons                                                  |
| 1970 | Pink Floyd                     | Atom Heart Mother                                         |
| 1970 | Quatermass                     | Quatermass                                                |
| 1970 | The Pretty Things              | Parachute                                                 |
| 1970 | The Greatest Show on Earth     | The Going's Easy                                          |
| 1970 | Syd Barrett                    | The Madcap Laughs                                         |
| 1970 | The Nice                       | Five Bridges                                              |
| 1970 | Toe Fat                        | Toe Fat                                                   |
| 1970 | Cochise                        | Cochise                                                   |
| 1970 | artistas da Harvest Records    | Picnic - A Breath of Fresh Air                            |
| 1970 | Panama Limited                 | Indian Summer                                             |
| 1970 | Sounds Nice                    | Love at First Sight                                       |
| 1970 | Gravy Train                    | Gravy Train                                               |
| 1971 | T. Rex                         | Electric Warrior                                          |
| 1971 | Toe Fat                        | Toe Fat 2                                                 |
| 1971 | Marvin, Welch & Farrar         | Marvin, Welch & Farrar                                    |
| 1971 | The Nice                       | Elegy                                                     |
| 1971 | Pink Floyd                     | Meddle                                                    |
| 1971 | Electric Light Orchestra       | The Electric Light Orchestra                              |
| 1971 | Audience                       | House on the Hill                                         |
| 1971 | Edgar Broughton Band           | Edgar Broughton Band                                      |
| 1971 | Wishbone Ash                   | Pilgrimage                                                |
| 1971 | Climax Blues Band              | Tightly Knit                                              |
| 1971 | Tear Gas                       | Tear Gas                                                  |
| 1971 | Stackridge                     | Stackridge                                                |
| 1971 | Daddy Longlegs                 | Oakdown Farm                                              |
| 1972 | Flash                          | Flash                                                     |
| 1972 | Wishbone Ash                   | Argus                                                     |
| 1972 | The Nice                       | Autumn '67 - Spring '68                                   |
| 1972 | Fumble                         | Fumble                                                    |
| 1972 | Renaissance                    | Prologue                                                  |
| 1972 | Edgar Broughton Band           | Inside Out                                                |
| 1972 | Audience                       | Lunch                                                     |
| 1972 | The Pretty Things              | Freeway Madness                                           |
| 1972 | Pink Floyd                     | Obscured by Clouds                                        |
| 1972 | Blue Mink                      | A Time of Change                                          |
| 1972 | Roger Cook                     | Meanwhile…Back at the World                               |
| 1972 | Glencoe                        | Glencoe                                                   |
| 1972 | Danta                          | Danta                                                     |
| 1973 | Electric Light Orchestra       | ELO 2                                                     |
| 1973 | Pink Floyd                     | The Dark Side of the Moon                                 |
| 1973 | Roger Cook                     | Minstrel in Flight                                        |
| 1973 | Electric Light Orchestra       | On the Third Day                                          |
| 1973 | Edgar Broughton Band           | Oora                                                      |
| 1973 | Al Stewart                     | Past, Present and Future                                  |
| 1973 | Argent                         | In Deep                                                   |
| 1973 | Led Zeppelin                   | Houses of the Holy                                        |
| 1973 | Audience                       | You Can't Beat 'em                                        |
| 1973 | Roy Harper                     | Lifemask                                                  |
| 1973 | Renaissance                    | Ashes Are Burning                                         |
| 1973 | Wishbone Ash                   | Wishbone Four                                             |
| 1973 | Wishbone Ash                   | Live Dates                                                |
| 1973 | Flash                          | Out of Our Hands                                          |
| 1973 | Various artists                | Music From Free Creek                                     |
| 1973 | Humble Pie                     | Thunderbox                                                |
| 1973 | Emerson, Lake & Palmer         | Trilogy                                                   |
| 1973 | Vinegar Joe                    | Rock 'n Roll Gypsies                                      |
| 1973 | Babe Ruth                      | Amar Caballero                                            |
| 1974 | Sharks                         | Jab It in Yore Eye                                        |
| 1974 | Uno                            | Uno                                                       |
| 1974 | Wishbone Ash                   | There's the Rub                                           |
| 1974 | Nazareth                       | Rampant                                                   |
| 1974 | Renaissance                    | Turn of the Cards                                         |
| 1974 | Roy Harper                     | Valentine                                                 |
| 1974 | Peter Frampton                 | Somethin's Happening                                      |
| 1974 | Roy Harper                     | Flashes from the Archives of Oblivion                     |
| 1974 | Bad Company                    | Bad Company                                               |
| 1974 | Genesis                        | The Lamb Lies Down on Broadway                            |
| 1974 | Blue Mink                      | Fruity                                                    |
| 1974 | Fumble                         | Poetry in Lotion                                          |
| 1974 | Syd Barrett                    | Syd Barrett                                               |
| 1974 | 10cc                           | Sheet Music                                               |
| 1974 | Pink Floyd                     | A Nice Pair                                               |
| 1974 | The Pretty Things              | Silk Torpedo                                              |
| 1974 | UFO                            | Phenomenon                                                |
| 1975 | UFO                            | Force It                                                  |
| 1975 | The Pretty Things              | Savage Eye                                                |
| 1975 | Pink Floyd                     | Wish You Were Here                                        |
| 1975 | Bad Company                    | Straight Shooter                                          |
| 1975 | Renaissance                    | Scheherazade and Other Stories                            |
| 1975 | Roy Harper                     | HQ                                                        |
| 1975 | Edgar Broughton Band           | A Bunch of 45s                                            |
| 1975 | The Greatest Show on Earth     | The Greatest Show on Earth                                |
| 1975 | 10cc                           | The Original Soundtrack                                   |
| 1975 | The Pretty Things              | S.F. Sorrow / Parachute, double reissue (UK version only) |
| 1975 | Al Stewart                     | Modern Times                                              |
| 1975 | Wings                          | Venus and Mars                                            |
| 1975 | Alberto y Lost Trios Paranoias | Alberto y Lost Trios Paranoias                            |
| 1975 | Caravan                        | Cunning Stunts                                            |
| 1975 | Sassafras                      | Wheelin 'n' Dealin                                        |
| 1975 | Bob Sargeant                   | First Starring Role                                       |
| 1975 | Strife                         | Rush                                                      |
| 1975 | The Winkies                    | The Winkies                                               |
| 1976 | AC/DC                          | Dirty Deeds Done Dirt Cheap                               |
| 1976 | Golden Earring                 | To the Hilt                                               |
| 1976 | Montrose                       | Jump on It                                                |
| 1976 | Kevin Coyne                    | Heartburn                                                 |
| 1976 | Wings                          | Wings at the Speed of Sound                               |
| 1976 | Al Stewart                     | Year of the Cat                                           |
| 1976 | The Alan Parsons Project       | Tales of Mystery and Imagination                          |
| 1976 | Black Sabbath                  | Technical Ecstasy                                         |
| 1976 | Genesis                        | A Trick of the Tail                                       |
| 1976 | 10cc                           | How Dare You!                                             |
| 1976 | Led Zeppelin                   | The Song Remains the Same                                 |
| 1976 | Led Zeppelin                   | Presence                                                  |
| 1976 | Brand X                        | Unorthodox Behaviour                                      |
| 1976 | Wings                          | Wings over America                                        |
| 1976 | Nazareth                       | Close Enough for Rock 'n' Roll                            |
| 1976 | UFO                            | No Heavy Petting                                          |
| 1976 | Wishbone Ash                   | New England                                               |
| 1977 | Wishbone Ash                   | Front Page News                                           |
| 1977 | UFO                            | Lights Out                                                |
| 1977 | Genesis                        | Wind & Wuthering                                          |
| 1977 | The Alan Parsons Project       | I Robot                                                   |
| 1977 | 10cc                           | Deceptive Bends                                           |
| 1977 | Roy Harper                     | Bullinamingvase                                           |
| 1977 | Brand X                        | Moroccan Roll                                             |
| 1977 | Sammy Hagar                    | Sammy Hagar                                               |
| 1977 | Al Stewart                     | The Early Years                                           |
| 1977 | Sammy Hagar                    | Musical Chairs                                            |
| 1977 | Bad Company                    | Burnin' Sky                                               |
| 1977 | Pink Floyd                     | Animals                                                   |
| 1977 | Electric Light Orchestra       | The Light Shines On                                       |
| 1977 | Peter Gabriel                  | Peter Gabriel (I) (aka "Car")                             |
| 1977 | Yes                            | Going for the One                                         |
| 1977 | Steve Harley & Cockney Rebel   | Face to Face: A Live Recording                            |
| 1977 | Hawkwind                       | Quark, Strangeness and Charm                              |
| 1977 | Status Quo                     | Live!                                                     |
| 1977 | Strawbs                        | Deadlines                                                 |
| 1977 | The Moody Blues                | Caught Live + 5                                           |
| 1978 | AC/DC                          | Dirty Deeds Done Dirt Cheap                               |
| 1978 | Pezband                        | Laughing in the Dark                                      |
| 1978 | Be-Bop Deluxe                  | Drastic Plastic                                           |
| 1978 | Richard Wright                 | Wet Dream                                                 |
| 1978 | David Gilmour                  | David Gilmour                                             |
| 1978 | Styx                           | Pieces of Eight                                           |
| 1978 | Todd Rundgren                  | Back to the Bars                                          |
| 1978 | XTC                            | Go 2                                                      |
| 1978 | Robin Trower                   | Caravan to Midnight                                       |
| 1978 | Yes                            | Tormato                                                   |
| 1978 | Genesis                        | And Then There Were Three…                                |
| 1978 | Wishbone Ash                   | No Smoke Without Fire                                     |
| 1978 | Peter Gabriel                  | Peter Gabriel (II) (aka "Scratch")                        |
| 1978 | Al Stewart                     | Time Passages                                             |
| 1978 | The Alan Parsons Project       | Pyramid                                                   |
| 1978 | Black Sabbath                  | Never Say Die!                                            |
| 1978 | Renaissance                    | A Song for All Seasons                                    |
| 1978 | UFO                            | Obsession                                                 |
| 1978 | 10cc                           | Bloody Tourists                                           |
| 1979 | UFO                            | Strangers in the Night                                    |
| 1979 | Scorpions                      | Lovedrive                                                 |
| 1979 | The Alan Parsons Project       | Eve                                                       |
| 1979 | Bad Company                    | Desolation Angels                                         |
| 1979 | Edgar Broughton Band           | Parlez-Vous English (as The Broughtons)                   |
| 1979 | 10cc                           | Greatest Hits 1972-1978                                   |
| 1979 | Led Zeppelin                   | In Through the Out Door                                   |
| 1979 | Brand X                        | Product                                                   |
| 1979 | Gary Brooker                   | No More Fear of Flying                                    |
| 1979 | Steve Hillage                  | Live Herald                                               |
| 1979 | Godley & Creme                 | Freeze Frame                                              |
| 1979 | UK                             | Danger Money                                              |
| 1979 | Mick Taylor                    | Mick Taylor                                               |
| 1979 | Ashra                          | Correlations                                              |
| 1979 | Ralph McTell                   | Slide Away the Screen                                     |
| 1980 | The Pretty Things              | Cross Talk                                                |
| 1980 | Brand X                        | Do They Hurt?                                             |
| 1980 | 10cc                           | Look Hear?                                                |
| 1980 | Peter Gabriel                  | Peter Gabriel (III) (aka "Melt")                          |
| 1980 | Scorpions                      | Animal Magnetism                                          |
| 1980 | UFO                            | No Place to Run                                           |
| 1980 | Wishbone Ash                   | Just Testing                                              |
| 1981 | UFO                            | The Wild, the Willing and the Innocent                    |
| 1981 | Pink Floyd                     | A Collection of Great Dance Songs                         |
| 1981 | Rainbow                        | Difficult to Cure                                         |
| 1981 | Nick Mason                     | Fictitious Sports                                         |
| 1981 | Roger Taylor                   | Fun in Space                                              |
| 1981 | Def Leppard                    | High 'n' Dry                                              |
| 1981 | Yumi Matsutoya                 | Sakuban oai shimasho                                      |
| 1982 | Paul McCartney                 | Tug of War                                                |
| 1982 | Rainbow                        | Straight Between the Eyes                                 |
| 1982 | The Alan Parsons Project       | Eye in the Sky                                            |
| 1982 | Bad Company                    | Rough Diamonds                                            |
| 1982 | Led Zeppelin                   | Coda                                                      |